# Маскирне мреже
Маскирне мреже су једна врста опреме за маскирање војника, војних средстава и објеката.
Током Руско-јапанског рата 1904-1905. Јапанци почињу с кориштењем рибарских мрежа за маскирање артиљерије. У Првом свјетском рату се праве намјенске мреже од ужета, предива и металне жице. Квадратна окца мреже су квадрати величина 4.5, 9, 13.5, и 18 центиметара. Маскирни материјал је природан (лишће, гранчице) или умјетан (крпице, текстил). Материјал је уплетен, везан или залијепљен за мрежу.
У Другом свјетском рату костур мрежа на линији фронта је од предива или жице. Све су обојене маскирним бојама, а постоје верзије за шљем (шлем), појединца, тенкове, арт. оруђа и објекте. Код неких мањих су окца 2-8 милиметара ширине.
Послије Другог свјетског рата мрежа је од синтетике (полиамид, полиестер). Маскирни материјал је фолија за прекривање од пластике, гуме и слично обојена са обје стране у 3-5 тонова боја за маскирање у спектру 450-1200 нанометара.